# 岡本康雄
岡本 康雄（おかもと やすお、1931年1月12日 - 2015年8月2日）は、日本の経営学者。
東京生まれ。東京大学経済学部卒、1958年同大学院社会科学研究科博士課程修了。福島大学助教授、武蔵大学助教授、青山学院大学助教授、東京外国語大学助教授、東京大学経済学部助教授、教授、91年定年退官、名誉教授、青山学院大学国際政経学部教授。2000年退任。

## 著書
- 『ドラッカー経営学 その構造と批判』東洋経済新報社 1972
- 『現代の経営組織』日本経済新聞社 日経文庫 1976
- 『日立と松下 日本経営の原型』中公新書 1979
- 『経営学入門』日本経済新聞社 日経文庫 1982

### 共編著
- 『企業行動と経営組織』今井賢一,宮川公男共編 日本経済新聞社 企業行動コンファレンス報告 1971
- 『経営管理』編著 ダイヤモンド社 現代経営学全集 1977
- 『技術革新と企業行動』若杉敬明共編 東京大学出版会 東京大学産業経済研究叢書 1985
- 『現代経営学辞典』編著 同文館出版 1986
- 『日本の組織 戦略と形態 第6巻 コンピュートピアをめざして エレクトロニクスの組織』榊原清則共著 第一法規出版 1988
- 『日系企業in東アジア』編 有斐閣 1998
- 『現代経営学への招待 21世紀の展望』編著 中央経済社 2000
- 『北米日系企業の経営』編著 同文舘出版 2000

### 翻訳
- ジョェル・ディーン『経営者のための投資政策』一ノ瀬智司,高柳暁共訳 東洋経済新報社 1959
- アーネスト・デール『現代の企業組織と経営者』ダイヤモンド社 1962
- アーネスト・デール『大企業を組織した人々』ダイヤモンド社 1968
- K.E.ボールディング『組織革命』日本経済新聞社 1972
- オリバー・E.ウイリアムソン『現代企業の組織革新と企業行動』高宮誠共訳 丸善 1975
- H.A.サイモン, D.W.スミスバーグ, V.A.トンプソン『組織と管理の基礎理論』河合忠彦,増田孝治共訳 ダイヤモンド社 1977
- 高宮誠『労働組合の組織と闘争性 アメリカ炭鉱労働組合の組織論的研究』土屋守章共監訳 同文館出版 1982
- リチャード・E.ケイビス『多国籍企業と経済分析』長瀬勝彦,白石弘幸,周佐喜和,姉川知史共訳 千倉書房 1992
- ロバート・Z.アリバー『多国籍企業パラダイム』文真堂 1996

## 論文
- <岡本康雄